# Fernando (песня)
«Fernando» (рабочее название: «Tango») — внеальбомный сингл шведской группы ABBA, выпущенный весной 1976 года. Авторы слов и музыки — Бьорн Ульвеус, Бенни Андерссон и Стиг Андерсон, вокал — Анни-Фрид Лингстад. Песня появилась в некоторых странах на релизе Greatest Hits 1976 года, хотя в Австралии и Новой Зеландии «Fernando» попала на альбом Arrival. Песня «Fernando» также присутствует на компиляции ABBA Gold: Greatest Hits.

## История
Первоначально «Fernando» была написана не для всей группы ABBA, а лишь для одной её участницы, Фриды. Песня появилась на её первом шведском сольном альбоме, Frida ensam. Приготовления к записи начались в августе 1975 года.

### Шведскоязычная версия
Оригинальная версия на шведском языке была написана менеджером группы Стигом Андерсоном и значительно отличалась от более известного английского исполнения. В оригинале рассказчик пытается успокоить разбитого горем Фернандо, лишившегося своей любви.

### Англоязычная версия
Версия на английском, с текстом, переработанным Ульвеусом, представляет собой ностальгический диалог двух ветеранов, боевых товарищей по старой войне за свободу, в которой они принимали участие, будучи молодыми. Ссылка на «пророческую ночь, когда пересекли мы Рио-Гранде», очевидно, относится к Мексиканской революции, которая началась 20 ноября 1910 года с перехода отрядом Франсиско Мадеро американской границы в штате Техас. Логично, что группа записала ещё и испаноязычную версию.
Второй стороной для «Fernando» стала песня «Hey Hey Helen» с одноимённого альбома группы 1975 года, хотя в некоторых странах для этой цели использовался трек «Tropical Loveland» (тоже с альбома ABBA).

## Версия ABBA
После успеха соло-версии Фриды в Скандинавии группа решила записать песню на английском языке, и это оказалось удачным шагом. Песня стала одной из наиболее успешных за всю историю группы, заняв первые места в чартах тринадцати стран, таких как ФРГ, Великобритания, Ирландия, Франция, Бельгия, Венгрия, Австрия, Швейцария, Нидерланды, ЮАР, Мексика, Новая Зеландия и особенно Австралия, где «ABBA-мания» достигла невероятных масштабов. Песня оставалась № 1 в продолжение 14 недель и присутствовала в чарт-листинге на протяжении 40 недель, став одним из наиболее популярных синглов в Австралии за всю историю страны. «Fernando» также достигла топ-3 в родной Швеции (хотя соло-версия Фриды стала № 1 и пробыла в таком качестве 10 недель), Норвегии, Родезии, Канаде и Испании. Если брать в расчёт шведский № 1 версии Фриды, то песня «Fernando» стала чарт-топпером в 14 странах, то есть второй по продаваемости композицией группы (после «Dancing Queen»).
«Fernando» достиг № 13 в американском Billboard Hot 100, став на тот момент самым успешным синглом ABBA в Америке после «Waterloo». Однако, «Fernando» удалось завоевать высшую позицию в Billboard adult contemporary chart — первым из синглов ABBA (вторым станет «The Winner Takes It All»).
«Fernando» также стал лучшей студийной записью 1975 года (англ. «Best Studio Recording of 1975»). Это была вторая международная награда ABBA (после «Евровидения»).

## Хронология
| Страна         | Дата релиза     |
| -------------- | --------------- |
| Великобритания | 27 марта 1976   |
| Швеция         | 12 апреля 1976  |
| США            | 4 сентября 1976 |

## Позиции в чартах
| Чарт (1976)                                   | Позиция |
| --------------------------------------------- | ------- |
| ARIA Australian Singles Chart                 | 1       |
| Austrian Singles Chart                        | 1       |
| Belgian VRT Top 30 Singles Chart              | 1       |
| UK Singles Chart                              | 1       |
| Dutch Top 40                                  | 1       |
| French IFOP Singles Chart                     | 1       |
| German Singles Chart                          | 1       |
| Hungary Singles Chart                         | 1       |
| Irish Singles Chart                           | 1       |
| New Zealand RIANZ Singles Chart               | 1       |
| Swiss Singles Chart                           | 1       |
| U.S. Billboard Adult Contemporary             | 1       |
| Sweden Svensktoppen Chart (соло-версия Фриды) | 1       |
| Finland Singles Chart                         | 2       |
| Swedish Singles Chart                         | 2       |
| Canadian Singles Chart                        | 2       |
| Norwegian VG-lista                            | 2       |
| Spanish Singles Chart                         | 3       |
| Italian FIMI Singles Chart                    | 6       |
| U.S. Billboard Hot 100                        | 13      |

Годовые  чарты:
| Хит-парад (1976)      | Позиция |
| --------------------- | ------- |
| Канада (RPM Year-End) | 61      |

## Кавер-версии
- Шведский ансамбль Nashville Train записал свою кавер-версию песни для альбома 1977 года ABBA Our Way, выпущенного лейблом Polar Music в Швеции.

## Упоминания в других произведениях и прочее
- ABBA исполняют отрывки из песни в фильме «ABBA: The Movie» (1977).
- Отрывки из песни исполняются героиней мюзикла Mamma Mia! Донной. В сиквеле фильма песня исполняется полностью дуэтом певицы Шер и актёра Энди Гарсиа.
- Голландский футболист Фернандо Риксен обязан своим именем этой песне (так его назвала мать, которой песня очень нравилась).
- Песня включена в попурри «ABBA Gold» (в аранжировке Рона Себрегта[англ.]) для духового оркестра.